# نخست‌وزیر لبنان
نخست‌وزیر لبنان که رسماً رئیس شورای وزیران (به عربی: رئيس مجلس الوزراء) نامیده می‌شود، رئیس دولت لبنان است. نخست‌وزیر توسط رئیس‌جمهور لبنان و با موافقت اکثریت نمایندگان مجلس لبنان (پس از توافق طائف در ۱۹۹۰) منصوب می‌شود. طبق قرارداد، صاحب منصب، همیشه یک مسلمان سنی است. نخست‌وزیر کنونی، نواف سلام است که از ۸ فوریه ۲۰۲۵ در این سمت، فعالیت می‌کند.